# La guerra de las vacunas
La guerra de las vacunas es una película  de drama médico de la India estrenada en el 2023 dirigida por Vivek Agnihotri y producida por Pallavi Joshi . Habla sobre el desarrollo de la vacuna Covaxin durante la pandemia de COVID-19 en la India, arrojando luz sobre los esfuerzos de los científicos involucrados en su creación. Está basado en el libro "Going Viral" del profesor Balram Bhargava del Consejo Indio de Investigación Médica . La película presenta a Nana Patekar, Pallavi Joshi, Raima Sen, Anupam Kher, Girija Oak, Nivedita Bhattacharya, Sapthami Gowda y Mohan Kapur .
La guerra de las vacunas se estrenó en cines el 28 de septiembre de 2023, coincidiendo con el festival Ananta Chaturdashi .

## Trama
La película honra el compromiso de las comunidades científica y médica durante la tumultuosa pandemia del COVID-19 .

## Elenco
- Nana Patekar como el Dr. Balram Bhargava, director general del Consejo Indio de Investigación Médica
- Pallavi Joshi como la Dra. Priya Abraham, directora del ICMR - Instituto Nacional de Virología
- Raima Sen como Rohini Singh Dhulia, editor científico de The Daily Wire
- Sapthami Gowda como el Dr. Sreelekshmy Mohandas, científico del ICMR - NVI
- Anupam Kher como el secretario del gabinete
- Girija Oak como la Dra. Nivedita Gupta, jefa del Departamento de Virología del ICMR
- Nivedita Bhattacharya como la Dra. Pragya Yadav, científica del ICMR - NIV
- Mohan Kapur como el Dr. Raman Gangakhedkar,[4] jefe y científico de la División de Epidemiología y Enfermedades Transmisibles del ICMR
- Anchal Dwivedi como la Dra. Enna Dogra Gupta, científica del ICMR
- Arvind Paswan como el Dr. Rajni Kant Srivastava, director general adjunto de ICMR
- Mayukh como el Dr. Samiran Panda, jefe y científico de la División de Epidemiología y Enfermedades Transmisibles del ICMR (también director del ICMR - NARI )
- Deepjyoti Das como el editor
- Vrinda Kher como la Dra. Varsha Potdar, científica y responsable de investigación superior en ICMR - NIV
- Suhita Thatte como la ayudante de la casa de Rohini Singh Dhulia
- Benny Brown como Bahadur, el guarda de seguridad
- Manas Gupta como el hijo del jardinero
- Divya Seth como la esposa del Dr. Bhargava
- Reuben Israel como el esposo de la Dra. Priya Abraham
- Arjun Dwivedi como el Dr. Sanjay Yadav
- Asheesh Kapur como Vikas Gupta
- Aarav Shukla como el hijo del Dr. Pragya Yadav
- Kavya Goel como la hija del Dr. Pragya Yadav
- Rudra Choudhary como el hijo de la Dra. Nivedita Gupta
- Nitant Trivedi como el hijo de la Dra. Nivedita Gupta

## Producción
La película se anunció en noviembre de 2022, la última programación comenzó en junio de 2023 y el rodaje finalizó el 13 de agosto de 2023.

## Estreno
La fecha de estreno en cines se anunció mediante un adelanto en la celebración del 77.º aniversario del Día de la Independencia de la India . La película se estrenó el 28 de septiembre de 2023.  Anteriormente, estaba previsto que se lanzara el 15 de agosto de 2023 y luego, se trasladó al 24 de octubre de 2023 . Está previsto que se publique en once lenguas indias , incluidos hindi, inglés, bengalí, marathi, telugu, tamil, kannada, punjabi, malayalam, gujarati y bhojpuri . 
El tráiler oficial se lanzó el 12 de septiembre de 2023. La guerra de las vacunas se comercializa como "la primera película de biociencia de la India". La película se estrenó en cines el 28 de septiembre de 2023.

### Formato domésticos
Según algunos informes, los derechos digitales de la película fueron adquiridos por Disney+ Hotstar .

## Música
La música de la película está compuesta por Rohit Sharma, Vanraj Bhatia, Swapnil Bandodkar y Shryea Kaul, mientras que la letra fue creada por Vasant Dev y Shryea Kaul.

## Recepción

### Recepción de la crítica
"La guerra de las vacunas" obtuvo críticas mixtas, con Mudit Bhatnagar de Times Now calificándola con 3,5/5, elogiando su combinación de ciencia y emoción. Al revisar la película, Shalini Langer de The Indian Express la calificó con 2,5 de 5 estrellas y escribió: "La devoción de Vivek Agnihotri por su tema, obviamente, con la total cooperación y acceso del gobierno, la película a menudo parece una transmisión de servicio público." Zinia Bandyopadhyay de India Today calificó la película con 2,5 de 5 estrellas y escribió que "ver la película podría dar la impresión de que toda la industria se propuso socavar la vacuna y a los científicos dedicados que la respaldan". Renuka Vyavahare de The Times of India calificó la película con 2,5 de 5 estrellas y escribió: "Nana Patekar es excepcional, pero la película se reduce a ser un portavoz del gobierno que se presenta como un drama médico". Venkat Arikatla de Greatandhra dio una calificación de 1,5 sobre 5, calificándolo de una sobredosis de tortura propagandista. Afirmó que lo que hace la película es difamar a los periodistas que cuestionaron, con razón, las grandes afirmaciones del partido gobernante de ser capaz de producir la vacuna.

### Taquilla
Según un informe de India Today, "La guerra de las vacunas" no pudo cruzar la marca de 1 millón de rupias en su día de estreno, logrando recaudar solo 0,85 millones de rupias. Las primeras estimaciones sugieren que la película también enfrentó desafíos en su segundo día, ganando una cantidad similar de ₹0,85 millones de rupias. La película registró una tasa de ocupación hindi general del 11,77%. Times Now también compartió un informe similar y agregó que, según los números, parece poco probable que la película experimente un crecimiento significativo o un aumento en su rendimiento del fin de semana. India Today informó que el sábado la película recaudó 1,50 millones de rupias, con un aumento del 68%, lo que elevó sus ganancias totales de taquilla a 3,25 millones de rupias. Según Bollywood Hungama, la película supuestamente ganó ₹3,66 millones de rupias en sus primeros tres días en taquilla. A pesar de un comienzo lento, la película parece haber cobrado cierto impulso durante el fin de semana, posiblemente debido a la oferta "compre 1 y obtenga 1 entrada gratis" anunciada por el cineasta en Instagram.